# Microdon unicolor
Microdon unicolor är en tvåvingeart som beskrevs av Enrico Adelelmo Brunetti 1915. Microdon unicolor ingår i släktet myrblomflugor, och familjen blomflugor. Inga underarter finns listade i Catalogue of Life.